# Alexandra Ledermann : La Colline aux chevaux sauvages
Alexandra Ledermann : La Colline aux Chevaux Sauvages est un jeu vidéo d'équitation sorti le 16 octobre 2008, faisant partie de la série de jeux Alexandra Ledermann, développé par Phoenix Interactive et édité par Ubisoft. Le jeu existe également en version anglaise, sous le nom de Pippa Funnell: The Wild Horse Hill.

## Scénario
Dans le jeu, le joueur incarne la cavalière Lily qui était également l'héroïne du jeu précédent (Alexandra Ledermann : Le Haras de la vallée). Dans le volet précédent, Lily s'était liée d'amitié avec Liam durant les compétitions équestres. Dans ce jeu, celui-ci l'a invitée à « Wild Mountain », une réserve naturelle où il s'est installé depuis quelques années avec sa famille. Liam et sa famille se sont lancés le défi de préserver les derniers mustangs libres. Pour ce faire, ils veulent repeupler la réserve naturelle avec des mustangs sauvages. Mais depuis qu'un éboulement a eu lieu, ils sont surchargés. Lily, qui a enfin un peu de temps libre, accepte l'invitation de Liam et les rejoints pour les aider.
Mais très vite, les choses se compliquent. Liam et sa mère, Sarah, font face à un problème : les juments sauvages ne veulent plus pouliner. Alors que Lily devait rentrer chez elle pour se préparer pour les compétitions équestres de « La Coupe des Légendes » qui ont lieu tous les cinq ans, elle décide finalement de rester pour les aider à trouver d'où vient le problème.
Entre temps, Carla Van Guiness, qui était l'antagoniste du jeu précédent, vient habiter quelque temps avec eux afin d'apprendre à respecter les chevaux (elle est très brutale avec les chevaux et a été bannie des compétitions pour avoir triché). Peu à peu, elle commence à s'investir dans le problème des mustangs et veut les aider à les sauver.
Alors qu'ils comprennent que les juments deviennent stériles à cause d'une plante qu'elles mangent, Carla pense que son père pourrait avoir un remède pour les sauver. Cependant Rud Van Guiness, le père de Carla, demande, en échange du remède, la Coupe des Légendes. Ainsi, Lily va devoir gagner les compétitions pour obtenir cette coupe.
Après l'avoir gagnée et échangée contre le remède, ils se rendent compte que Rud Van Guiness les a trompés : le remède ne fonctionne pas. Finalement, ils découvrent qu'une des juments a réussi à pouliner : celle qui était coincée de l'autre côté où avait eu lieu l'éboulement. Les plantes qui poussaient dans cette région annulaient les effets du trèfle noir qui rendait les juments stériles. Comme les chevaux n'avaient plus accès à ce remède naturel, ils continuaient à s'intoxiquer.
Finalement, Sarah met au point un remède à partir de la plante et sauve les mustangs.

## Système de jeu
Dans ce jeu, il est possible d'apprivoiser les chevaux sauvages en les mettant en confiance. Pour cela, il faut répondre à leurs besoins et adapter ses actions en fonction de leurs traits de caractère. Il est ensuite possible de les monter et les rapporter au ranch.
Il est aussi possible de faire naître des poulains en utilisant l'atelier de reproduction. En prenant soin du poulain, on augmente sa jauge de croissance. Une fois devenu adulte, il est possible de le monter.
Le joueur peut prendre soin de ses chevaux pour que ceux-ci soient plus rapides et performants. Il peut les brosser, les laver ou curer leurs sabots. Il est possible d'accéder au « Mode Bonus » après avoir remporté la première phase de qualification aux épreuves. Ce mode permet de s'entraîner pour les compétitions et débloque des objets pour les chevaux, tels que des selles, des brosses, etc. Ce mode peut être joué seul ou à deux. En terminant totalement le Mode Bonus ainsi que le jeu, un nouveau cheval fait son apparition dans la réserve : Adonis. Ce cheval blanc peut être trouvé dans la forêt des séquoias. Les épreuves des compétitions comprennent le saut d'obstacles, le cross et la vitesse. Le joueur peux rejouer les compétitions après les avoir remportées.

## Personnages
- Lily : cavalière avérée qui a déjà remporté de nombreuses épreuves. Elle s'était déjà fait un nom en remportant des compétitions lors du jeu précédent.
- Liam : cavalier et ami de Lily. Lui et sa mère tentent de repeupler "Wild Mountain" avec des mustangs sauvages.
- Sarah : mère de Liam. Elle est vétérinaire. Elle soigne les mustangs sauvages et tente de trouver un remède pour les juments devenues stériles.
- Carla Van Guiness : cavalière adepte de la cravache. Elle a été interdite de compétitions pour y avoir triché à plusieurs reprises.
- Rud Van Guiness : père de Carla. C'est un riche banquier. Il possède un laboratoire qu'il utilisait pour faire des expériences sur les chevaux et tricher aux épreuves équestres. Il collectionne les coupes de compétitions.
- Grant : célèbre chuchoteur. Il a remporté de nombreuses compétitions par le passé. Maintenant à la retraite, il aide Sarah et Liam à réintroduire les mustangs dans la réserve naturelle.
- M. Haussman : entraîneur de Lily. C'est lui qui a eu l'idée d'envoyer Carla à Wild Mountain pour qu'elle apprenne à respecter les chevaux.

## Accueil
- Jeuxvideo.com : 8 / 20[4]
- Gamekult : 3 / 10[5]